# روابط ارمنستان و روسیه

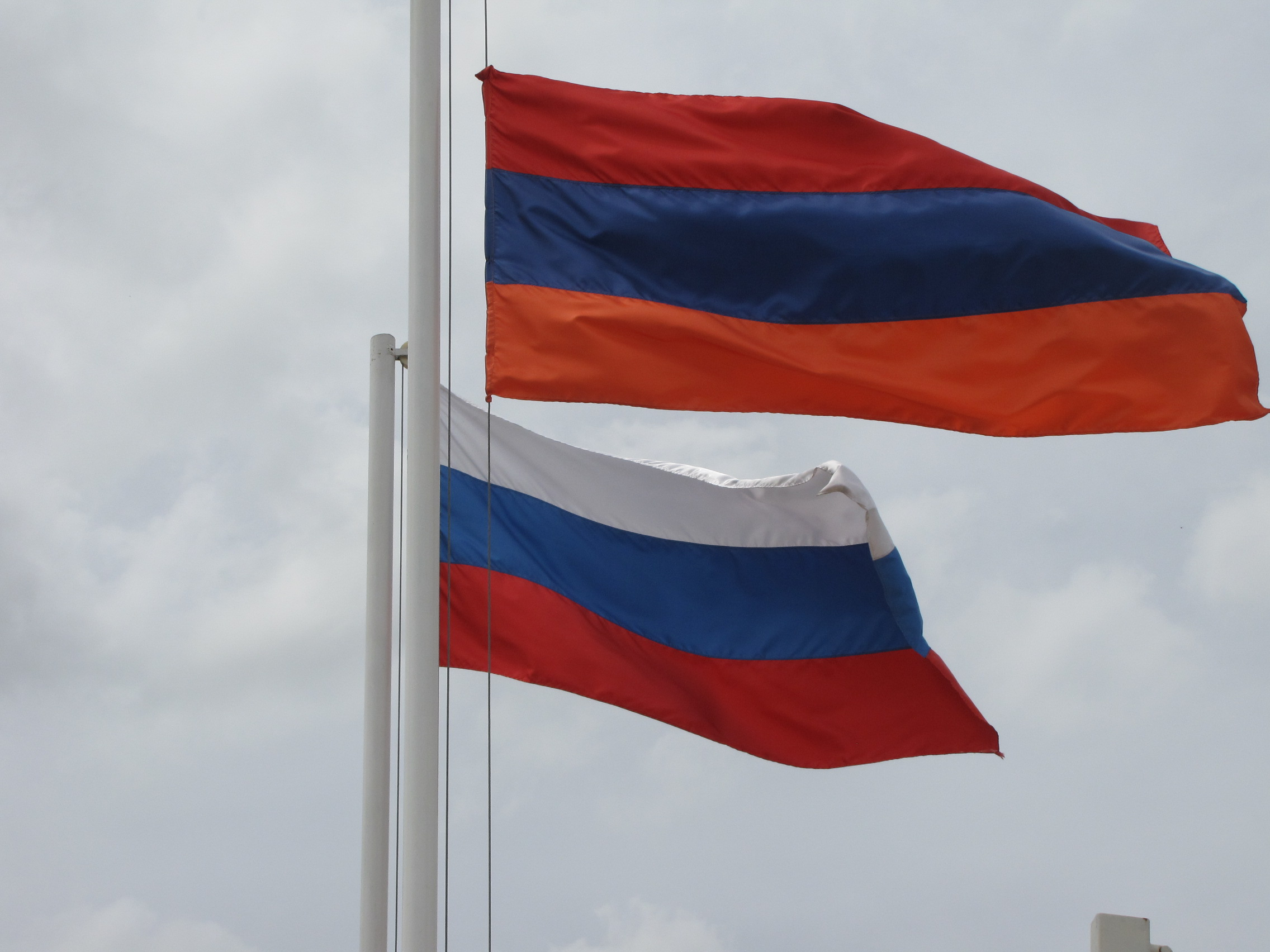
پرچم ارمنستان و روسیه در گیومری، ارمنستان

روابط دوجانبه بین ارمنستان و فدراسیون روسیه در ۳ آوریل ۱۹۹۲ برقرار شد، اگرچه روسیه از اوایل قرن ۱۹ نقش مهمی در ارمنستان داشته است. روابط تاریخی دو کشور ریشه در جنگ روسیه و ایران در سالهای ۱۸۲۶ تا ۱۸۲۸ بین امپراتوری روسیه و ایران قاجاری دارد که پس از آن ارمنستان شرقی به روسیه واگذار شد. علاوه بر این، روسیه به عنوان حامی اتباع مسیحی در امپراتوری عثمانی، از جمله ارامنه، تلقی می‌شد.
پس از فروپاشی اتحاد جماهیر شوروی، ارمنستان رویکرد روسیه را در راستای تقویت کشورهای مشترک المنافع (CIS) به اشتراک گذاشته است. ارمنستان و روسیه هر دو عضو یک اتحاد نظامی، سازمان پیمان امنیت جمعی (CSTO) هستند، به همراه چهار کشور دیگر که قبلاً بخشی از شوروی بودند، رابطه‌ای که ارمنستان آن را برای امنیت خود ضروری می‌داند. در میان قراردادها و توافقاتی که روابط بین دولتی را تعیین می‌کنند—پیمان دوستی، همکاری و کمک متقابل ۲۹ اوت ۱۹۹۷، تعدادی از اسنادی هستند که مبنای واحدهای نیروهای مسلح روسیه و ارتباطات در ارمنستان را تنظیم می‌کنند. ارمنستان در ۲ ژانویه ۲۰۱۵ به عضویت کامل اتحادیه اقتصادی اوراسیا درآمده است.
با این حال، در سال‌های اخیر روابط بین ارمنستان و روسیه به دلیل حوادثی مانند انقلاب ارمنستان ۲۰۱۸ قره‌باغ کوهستانی ۲۰۲۰، درگیری‌های ارمنستان و آذربایجان در سپتامبر ۲۰۲۲، تهاجم روسیه به اوکراین و به‌ویژه رو به وخامت گذاشته است. محاصره ۲۰۲۲–۲۰۲۳ قره باغ کوهستانی، آذربایجان ۲۰۲۳ حمله به قره باغ کوهستانی و فرار ارامنه قره باغ کوهستانی.
با این حال در سال‌های اخیر، روابط بین ارمنستان و روسیه به دلیل رویدادهایی مانند انقلاب ارمنستان در سال ۲۰۱۸، جنگ دوم قره‌باغ در سال ۲۰۲۰، درگیری‌های ارمنستان و آذربایجان در سپتامبر ۲۰۲۲، حمله روسیه به اوکراین و به‌ویژه محاصره جمهوری آرتساخ در سال‌های ۲۰۲۲–۲۰۲۳، حمله آذربایجان به قره‌باغ در سال ۲۰۲۳ و پاکسازی قومی ارمنی‌ها از قره‌باغ کوهستانی رو به بدتر شدن گذاشته است.

## پیشینه

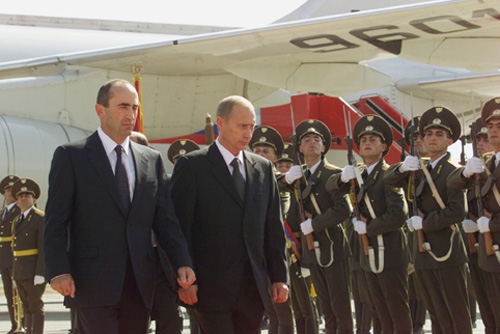
ولادیمیر پوتین در ارمنستان، ۲۰۰۱

بخش قابل توجهی از سرزمینی که در حال حاضر به ارمنستان تعلق دارد، بر اساس عهدنامه ترکمانچای ۱۸۲۸ که بین روسیه و ایران پس از جنگ ایران و روسیه (۱۸۲۸–۱۸۲۶) امضا شد، به امپراتوری روسیه ملحق شد.
پس از انقلاب ۱۹۱۷ روسیه، ارمنستان به عنوان اولین جمهوری ارمنستان استقلال کوتاه مدتی به دست آورد. تا سال ۱۹۲۰، این ایالت در جمهوری شوروی فدراتیو سوسیالیستی ماوراء قفقاز، یکی از اعضای مؤسس اتحاد جماهیر شوروی که به‌طور رسمی در سال ۱۹۲۲ تشکیل شد، ادغام شد. در سال ۱۹۳۶، دولت ماوراء قفقاز منحل شد و ایالت‌های تشکیل دهنده آن، از جمله جمهوری سوسیالیستی شوروی ارمنستان، به عنوان جمهوری‌های اتحاد جماهیر شوروی کامل باقی ماند.
ارمنستان مدرن در سال ۱۹۹۱ در نتیجه انحلال اتحاد جماهیر شوروی به دلیل کودتای نافرجامی که در ماه اوت رخ داد، مستقل شد. ارمنستان در اوایل همان سال همه‌پرسی اتحاد جماهیر شوروی ۱۹۹۱ را تحریم کرد.
فدراسیون روسیه، دولت جانشین اتحاد جماهیر شوروی، به عنوان عامل اصلی در دستیابی به پیروزی ارمنیان در جنگ اول قره‌باغ (۱۹۸۸–۱۹۹۴) شناخته می‌شود. در سال ۲۰۱۳، علی حسنوف، معاون نخست‌وزیر آذربایجان گفت: ما باید بسیار قوی‌تر شویم تا اگر در نبردی در قره‌باغ شرکت کردیم، بتوانیم در برابر نیروهای روسی بایستیم، زیرا این چیزی است که باید با آن مواجه شویم. آیا ارمنستان سرزمین‌های ما را اشغال کرده است؟ آیا فکر می‌کنید قدرت ارمنستان برای این کار کافی است؟

## دوران کنونی

### تحولات از سال ۲۰۱۳
در مواجهه با انتخاب پیوستن به اتحادیه گمرکی اوراسیا تحت رهبری روسیه یا امضای توافقنامه همکاری با اتحادیه اروپا، ارمنستان در نهایت گزینه اول را انتخاب کرد. تصمیم دربارهٔ پیوستن ارمنستان به اتحادیه گمرکی توسط رئیس‌جمهور ارمنستان، سرژ سارگسیان، در ۳ سپتامبر ۲۰۱۳ اعلام شد.
در ۲ دسامبر ۲۰۱۳، ولادیمیر پوتین، رئیس‌جمهور روسیه برای یک سفر رسمی وارد ارمنستان شد. سران دو کشور در مورد الحاق ارمنستان به اتحادیه گمرکی بحث و تبادل نظر کردند و ۱۲ موافقتنامه در زمینه تقویت همکاری‌ها در تعدادی از حوزه‌های کلیدی مانند امنیت، اقتصاد، انرژی و غیره امضا کردند. روسیه همچنین قیمت گاز ارمنستان را از ۲۷۰ دلار به ۱۸۹ دلار در هر ۱۰۰۰ متر مکعب کاهش داد و پایگاه‌های نظامی روسیه در ارمنستان را افزایش داد.
ارمنستان در ۲ ژانویه ۲۰۱۵ به عضویت کامل اتحادیه اقتصادی اوراسیا درآمد و پس از آن همکاری و ادغام با روسیه به سطح جدیدی رسید.

### قتل‌های گیومری
در ۱۲ ژانویه ۲۰۱۵، والری پرمیاکوف، یک سرباز روسی از پایگاه نظامی ۱۰۲ در گیومری، یک خانواده هفت نفره ارمنی را در طول شب به قتل رساند. او به‌طور رسمی بر اساس قانون جزایی ارمنستان متهم شد اما همچنان در پایگاه نظامی ۱۰۲ نگهداری می‌شود. در ۱۵ ژانویه، تظاهرات مردمی در گیومری آغاز شد و خواستار تحویل پرمیاکوف به سیستم قضایی ارمنستان شدند. تجمع اعتراضی نیز در میدان آزادی ایروان برگزار شد که در آن ۲۰ نفر به دلیل درگیری با پلیس بازداشت شدند. در اوت ۲۰۱۵، پرمیکوف توسط دادگاه نظامی روسیه به تعدادی از اتهامات به استثنای قتل محکوم شد. در اوت ۲۰۱۶، دادگاه ارمنستان که جلسات دادرسی را در محوطه پایگاه نظامی ۱۰۲ روسیه برگزار کرد، والری پرمیکوف را به یک سری اتهامات از جمله قتل مجرم شناخت و او را به حبس ابد محکوم کرد. حکم دادگاه در دسامبر ۲۰۱۶ توسط دادگاه استیناف در ایروان تأیید شد.

### روابط در زمان نیکول پاشینیان
روابط بین دولت‌های دو کشور پس از انتخاب نیکول پاشینیان به عنوان نخست‌وزیر ارمنستان در ماه مه ۲۰۱۸ تیره شد. پاشینیان توسط سیاستمداران و رسانه‌های روسی با پترو پروشنکو اوکراینی مقایسه می‌شود که اندکی پس از انقلاب اوکراین طرفدار غرب در سال ۲۰۱۴ به عنوان رئیس‌جمهور انتخابات شد. تنش‌ها پس از دستگیری روبرت کوچاریان رئیس‌جمهور سابق و یوری خاچاتوروف، سازمان پیمان امنیت جمعی، اختلافات تجاری مربوط به شرکت‌های روسی فعال در افزایش یافت.
روسیه به دلیل تنش‌های مداوم بین پوتین و پاشینیان، تمایلی به مداخله آشکار در جنگ ۲۰۲۰ قره باغ کوهستانی در حمایت از ارمنستان ندارد. روسیه در نهایت مذاکرات صلحی را بین آذربایجان و ارمنستان انجام داد که به توافق آتش‌بس در ۱۰ اکتبر ختم شد، که متعاقباً توسط هر دو طرف نادیده گرفته شد. این جنگ زمانی متوقف شد که رهبران متخاصم و رئیس‌جمهور روسیه در ۹ نوامبر ۲۰۲۰ توافقنامه آتش‌بس ناگورنو قره‌باغ را در مسکو امضا کردند.

## همکاری نظامی

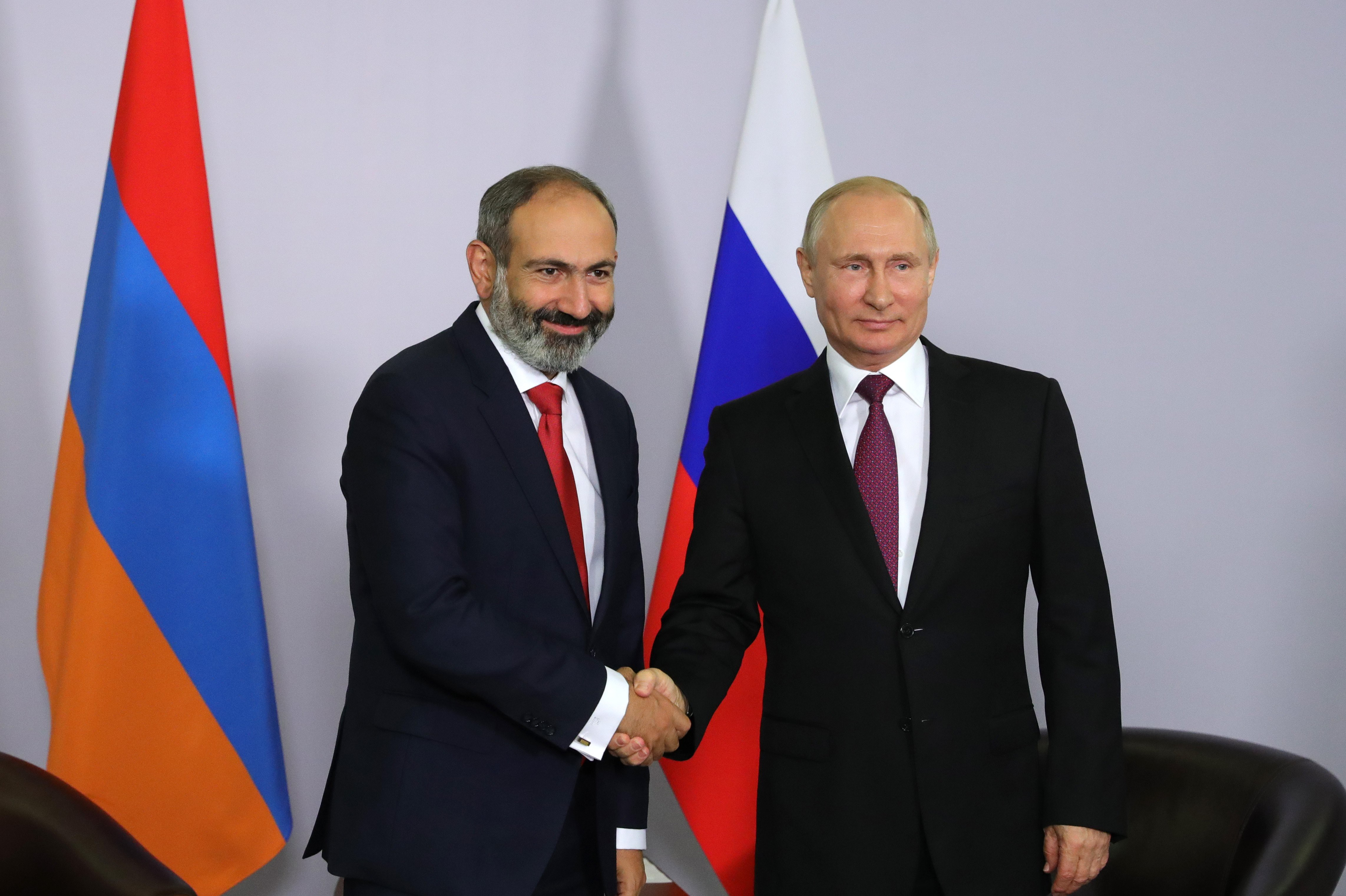
نیکول پاشینیان نخست‌وزیر ارمنستان و ولادیمیر پوتین رئیس‌جمهور روسیه در سوچی روسیه

در اواسط اکتبر ۲۰۱۷، کابینه ارمنستان لایحه ای را برای امضای قرارداد اعتباری ۱۰۰ میلیون دلاری با روسیه برای تسهیل خرید تسلیحات مطابق با قوانین داخلی تصویب کرد.
در ۲۳ فوریه ۲۰۲۴، نخست‌وزیر ارمنستان، نیکول پاشینیان، تأیید کرد که ارمنستان مشارکت خود در سازمان پیمان امنیت جمعی را متوقف کرده است. در ۲۸ فوریه ۲۰۲۴، پاشینیان طی یک سخنرانی در مجلس ملی اظهار داشت که سازمان پیمان امنیت جمعی «یک تهدید برای امنیت ملی ارمنستان» است.
در مارس ۲۰۲۴، ارمنستان به‌طور رسمی مرزبانان روسی را از فرودگاه بین‌المللی زوارتنوتس در ایروان اخراج کرد. در ۱۲ مارس، پاشینیان گفت که سازمان پیمان امنیت جمعی باید شفاف سازی کند که «چه چیزی قلمرو مستقل ارمنستان را تشکیل می‌دهد»، زیرا این سازمان هنگام بحران مرزی ارمنستان از مرز به رسمیت شناخته شده ارمنستان دفاع نکرده است. پاشینیان گفت که اگر پاسخ سازمان پیمان امنیت جمعی با انتظارات ارمنستان مطابقت نداشته باشد، این کشور رسماً از این سازمان خارج خواهد شد. در ۹ مه ۲۰۲۴، سخنگوی ریاست جمهوری روسیه ، دیمیتری پسکوف اعلام کرد که به درخواست طرف ارمنی، مرزبانان روسیه به خدمت در مرزهای ارمنستان با ترکیه و ایران ادامه خواهند داد.

## نمایندگی‌ها
ارمنستان یک سفارت در مسکو و کنسولگری‌های کل در روستوف-آن-دون و سن پترزبورگ و یک دفتر کنسولی در سوچی دارد. روسیه یک سفارت در ایروان و یک کنسولگری کل در گیومری دارد.

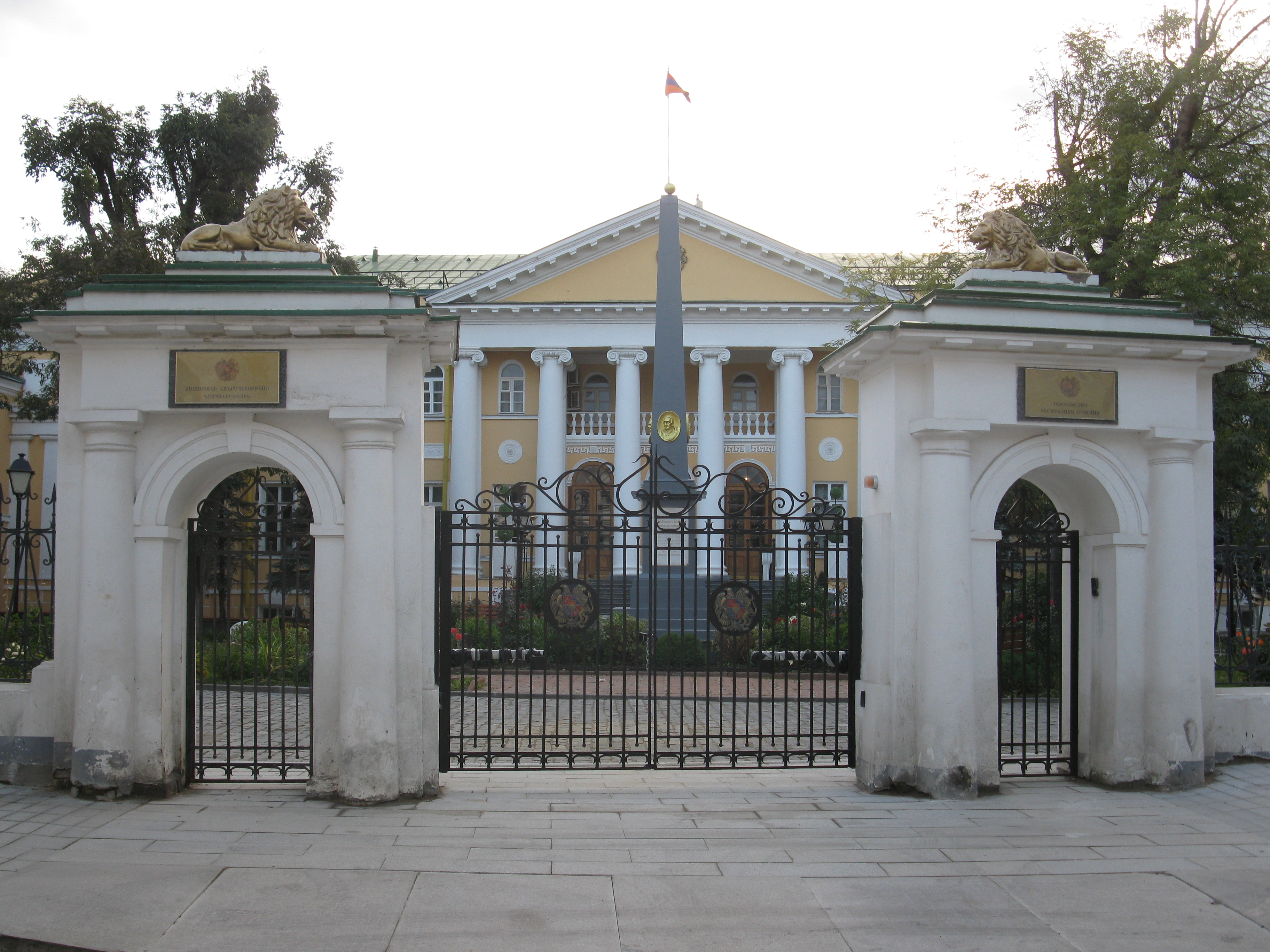
سفارت ارمنستان در مسکو
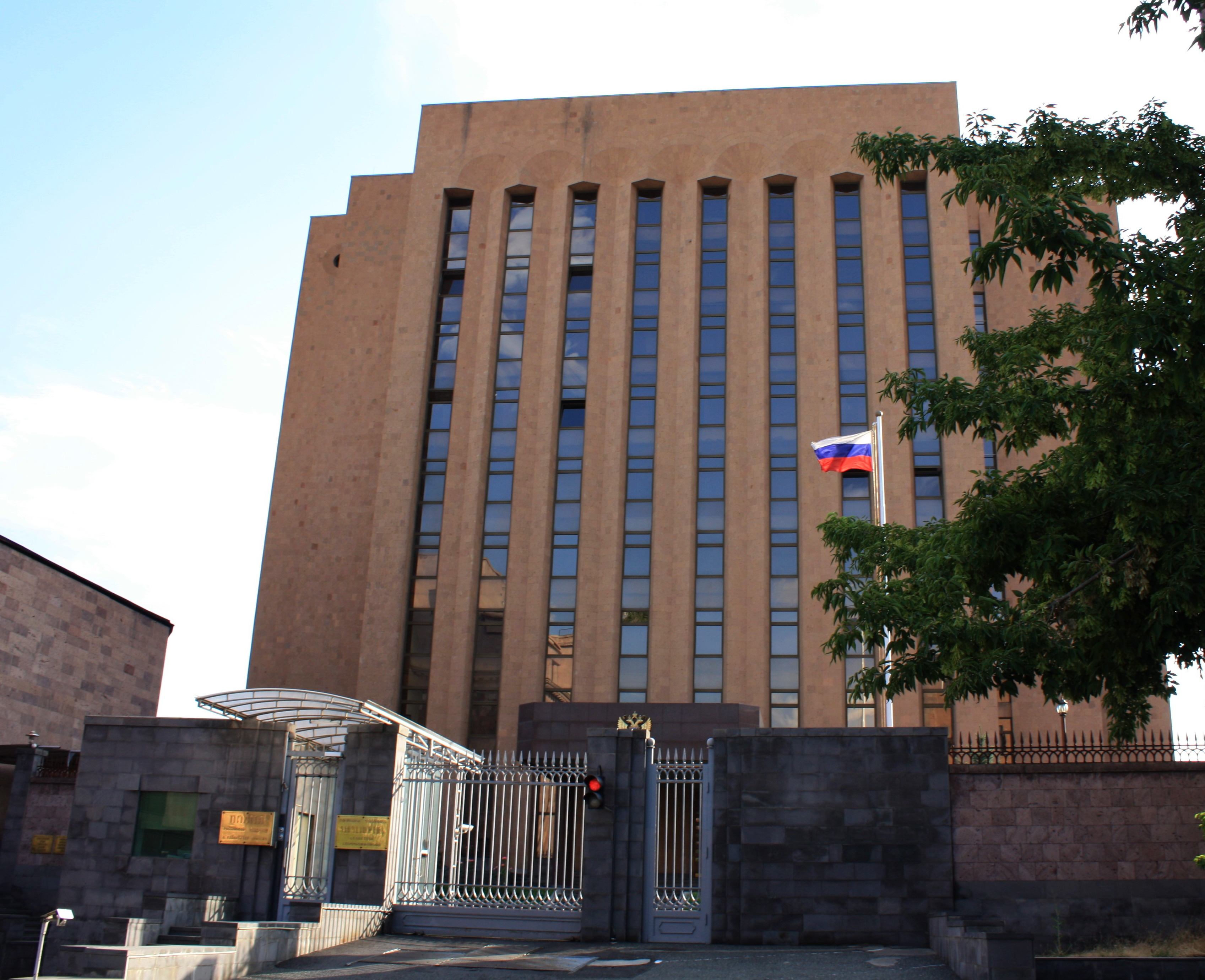
سفارت روسیه در ایروان